# Lencse (növénynemzetség)
A lencse (Lens) növénynemzetség a hüvelyesek (Fabales) rendjébe tartozó pillangósvirágúak (Fabaceae) családjának egyik nemzetsége, melybe többnyire egyéves lágyszárúak tartoznak. Legismertebb faja a főzeléklencse (Lens culinaris), melyet élelmezési céllal világszerte termesztenek.
A lencsék (Lens spp.) nagyon közeli rokonságban állnak a bükkönyökkel (Vicia spp.).

## Elterjedése
A lencsefajok a Mediterráneumban, valamint Elő- és Közép-Ázsiában őshonosak.

## Fajok
A The Plant List 1.1-es verziója szerint a nemzetségbe az alábbi 7 lencsefaj tartozik:
- Lens culinaris Medik. – főzeléklencse
- Lens ervoides (Brign.) Grande
- Lens himalayensis (Brign.) Grande
- Lens kotschyana (Boiss.) Nábělek
- Lens lamottei Czefr.
- Lens montbretii (Fischer et alli) P. Davis et Plitmann
- Lens nigricans (M. Bieb.) Godr.